# Rheumaptera interruptaria
Rheumaptera interruptaria är en fjärilsart som beskrevs av John Henry Leech 1897. Rheumaptera interruptaria ingår i släktet Rheumaptera och familjen mätare. Inga underarter finns listade.